# Bistro

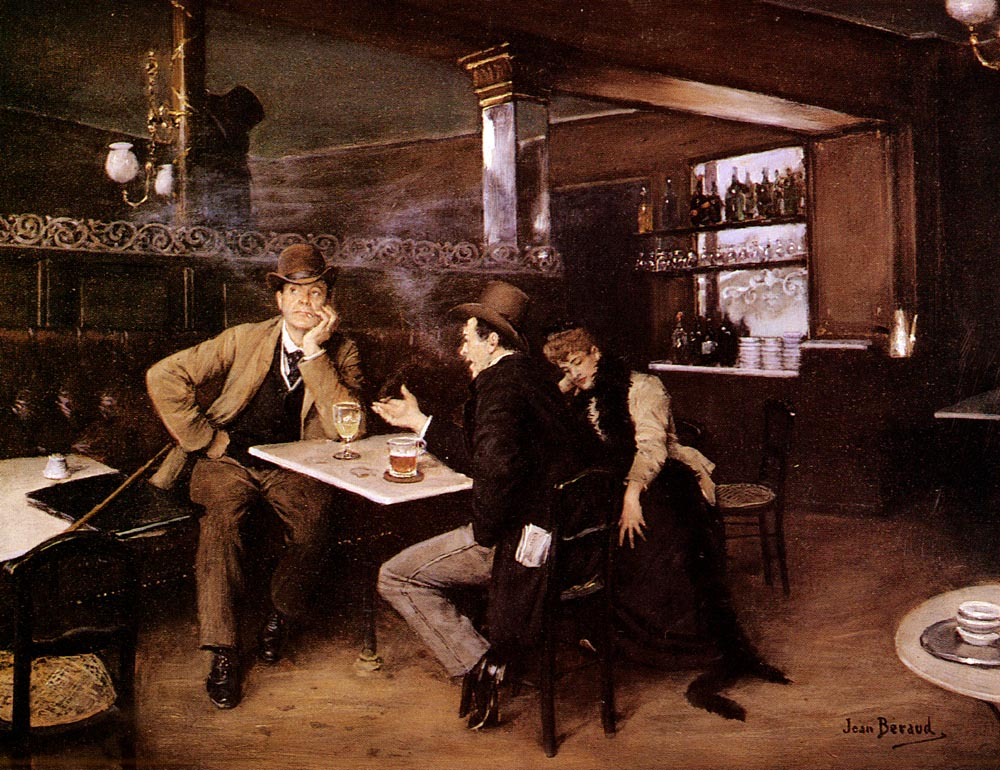
Bistro

Bistro是種餐廳類型，臺灣稱為餐酒館，在最初起源的巴黎是指那些提供平凡菜色的平價小餐廳。一間餐廳是否歸類為Bistro通常由其提供的餐點決定，典型的菜色有法式家庭料理、用像是卡酥來砂鍋做的慢煮料理、燉豆濃湯等等。
目前中文裡對bistro一詞尚無統一的翻譯法或對應詞。常見的譯法有法式小酒館、餐酒館、小餐館、小酒館、小館等，或者就很簡單地稱呼為某某「館」。

## 歷史
Bistro可能是從設於法國巴黎公寓地下室的廚房演變而來，房客會以食宿全包的方式承租這些公寓。後來房東為了增加收入，進一步將自家廚房開放給大眾消費。也因此其菜色訴求簡單易煮，可以大量提供以及長時間存放為主。同時它們也提供酒與咖啡。

## Bistro的語源學

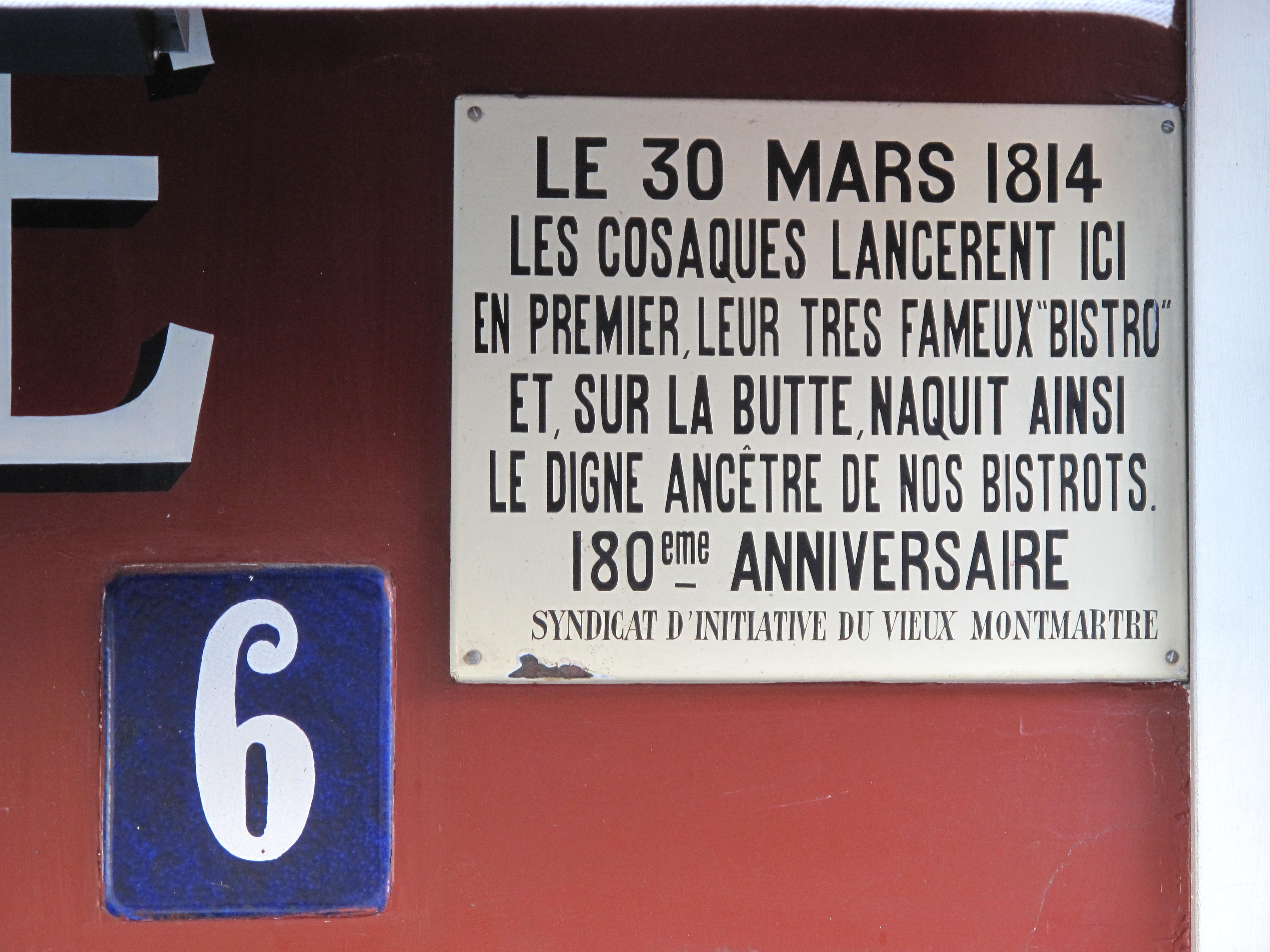
位於巴黎小丘廣場六號的這張匾牌上寫著關於bistro一詞起源的傳說（表示這個傳說是假的）。

Bistro一詞的起源眾說紛紜。有一個說法是源自俄語的「быстро」（bystro），意思為「快一點」。根據都市傳說，這個詞是1815年巴黎戰役俄國佔領巴黎的期間進入法語之中的。俄國軍官或哥薩克人為了叫餐廳上菜快一點會大喊「быстро」。  然而有些法語語言學者不同意這個說法，因為這個詞直到十九世紀末才出現。 另外一個說法則是源自一種叫做「bistrouille」的咖啡利口酒，某些平價餐廳會提供它作為開胃酒之用。

## 中文圈的Bistro

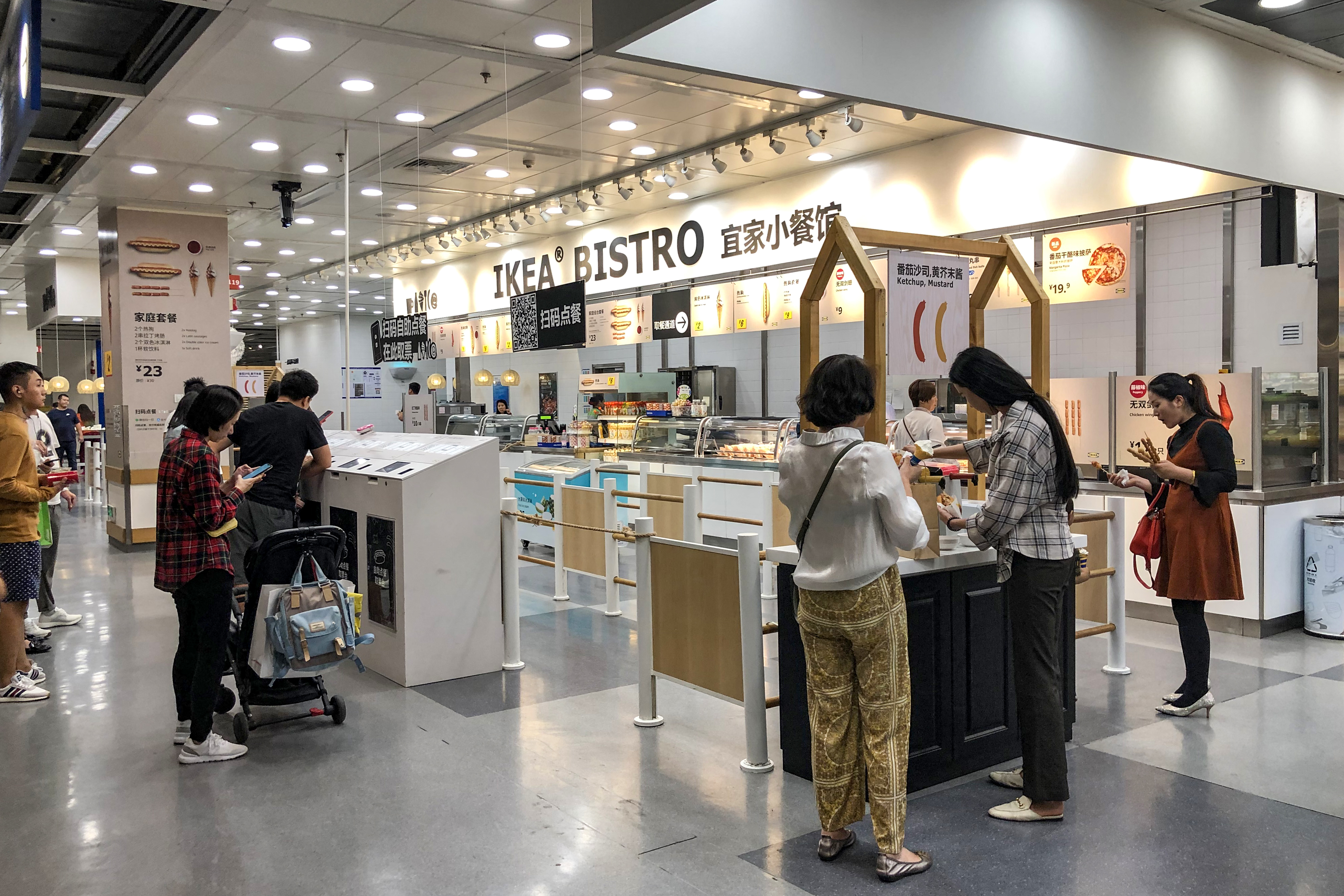
宜家家居中国大陆各分店将bistro译为“小餐馆”

在台灣，IKEA店內的bistro翻譯為「美食小站」；在中國大陆，則將bistro翻譯為「小餐館」；在香港、澳門，IKEA則將店內bistro翻譯為「美食廊」。
在台灣，bistro一詞的使用常常超越了上述的範圍，不少餐廳經營者會用bistro來命名自己的餐廳，即使他們餐廳提供的菜色更加精緻也並不平價。在台北市繁榮的忠孝東路上也有一整棟都是大型餐廳的大樓取名為「Bistro 98」。這種現象有可能是因為台灣人將bistro視為某種帶有法國情調的用語，刻意在餐廳名稱上使用外語而非中文也能創造出一種充滿文化創意感與異國風味的企業形象。

## 外部連結
- M-W.com definition（页面存档备份，存于）
- Paris Bistros: The Democratization of Excellence（页面存档备份，存于）